# John Vernon
John Keith Vernon (24. februar 1932 - 1. februar 2005) var en canadisk skuespiller. Han havde en karriere i Hollywood efter at være begyndt sin karriere med roller i tv-serier i hjemlandet.

## Tidligt liv
Vernon blev født Adolphus Raymondus Vernon Agopsowicz i Zehner, og blev døbt i den katolske kirke Sacred Heart i nabobyen Arat. Han var den ene af to sønner af Adolf Agopsowicz, der var købmand, og hans kone Eleonore Krückel (også stavet som Kriekle eller Kriekel). Begge forældre emigrerede fra Østrig og fyrstedømmet Bukovina til Edenwold-distriktet i slutningen af 1800-tallet. Han var af armensk, tysk og polsk herkomst.
Fra 1935 til 1953 gik han på St. Joseph’s School og Campion College i Regina, Saskatchewan, hvor hans skuespilkarriere begyndte med hjælp fra Rev. Arthur Nelson, S.J. og Mary Ellen Burgess på Regina Little Theatre. Vernon blev uddannet på Banff School of Fine Arts og Royal Academy of Dramatic Art i London før han blev sceneskuespiller på CBC Televisions dramaprogrammer. I 1974 var han en hel sæson på Royal Shakespeare Theatre i Stratford-upon-Avon, England hvor han spillede Malvolio.

## Karriere

### Tidlige roller
Vernon havde sin debut på film i 1956, hvor han lagde stemme til storebroren i Michael Andersons filmversion af George Orwells 1984 med Edmond O'Brien. Han vendte herefter tilbage til Canada og fik filmerfaring med tv-serien Tugboat Annie og The Last of the Mohicans.
Han havde sin debut på Broadway i 1964 som DeSoto, hvor han spillede samme med Christopher Plummer og David Carradine i The Royal Hunt of the Sun. Under CBC Dramas gulalder i 1960'erne var han også med i Edna O'Briens A Cheap Bunch of Nice Flowers, sammen med Colleen Dewhurst, og i Uncle Vanya med William Hutt og Rita Gam. Han spillede med CBC-serien Wojeck i slutningen af 1960'erne, hvor han spillede retsmediciner, men han forlod serien igen for at få en karriere i USA.
I 1967 spillede han sammen med Lee Marvin i Point Blank. I 1969 spillede han de cubanske revolutionær Rico Parra i Alfred Hitchcocks koldkrigs spionfilm Topaz. I 1970 havde han en gæsteoptræden i Hawaii Five-O-episoden "Force Of Waves" som Cal Anderson, og han spillede med i dobbeltepisoden "The Banker" i The Silent Force i 1971. I slutningen af 1960'erne og 1970'erne havde han fire roller fordelt over fem år i tv-serien Mission: Impossible, hvor han spillede fire forskellige skurke. I 1974 Vernon spillede han med i Mary Jane Harper Cried Last Night.
I 1971 han borgmester i San Francisco, der frustrerede Clint Eastwood i den første Dirty Harry-film. Han parodierede senere rollen i en episode af Sledge Hammer!. I 1972 spillede han skurken i Fear Is the Key. I 1973 optrådte han i One More Train to Rob og Charley Varrick.. I 1974 havde han en rolle i The Black Windmill sammen med Michael Caine og Donald Pleasence. Ligeledes i 1974 var han med i The Questor Tapes. I 1975 medvirkede han Brannigan sammen med John Wayne og Richard Attenborough. I 1976 spillede han Fletcher i Eastwoods Øje for øje.

### Skurke
Vernon spillede Dean Vernon Wormer fra den mytiske Faber College i Animal House (en rolle som han spillede igen i den kortlivede efterfølger Delta House). Han spillede også Mr. Prindle i Herbie Goes Bananas, Dr. Stone, Ted Strikers psykiater i Airplane II: The Sequel, og Sherman Krader i Ernest Goes to Camp.
Han var også med i flere kult og aktionfilm i 1980'erne. Mest notable er Chained Heat og Savage Streets, hvor Linda Blair medvirkede i dem, og Jungle Warriors med Sybil Danning.
Vernon spillede "Ted Jarrett" i serien The A-Team i episoden "Labor Pains" (1983). Vernon han spillede også "Cameron Zachary" i den anden sæson af Knight Rider i episoden "A Good Knight's Work" (1984). Vernon serene spillede han "John Bradford Horn" i denn tredje sæson af Airwolf i episoden "Discovery" (1986). Han gjorde grin med sit skurkerolle-image i blaxploitationenspariodien I'm Gonna Git You Sucka i 1968. I 1986 spillede han rektoren i Fuzz Bucket. Han spillede sergent Curt Mooney i Killer Klowns from Outer Space og fik senere hovedrollen i den kortlivede 90'er-serie Acapulco H.E.A.T. I Charley Varrick spillede han en mafiaboss.

### Stemmearbejde
Vernon har lavet en del stemmearbejde. Han lagde stemme til anklageren i animationsfilmen Heavy Metal. Han arbejdede med animationsserie som The Marvel Super Heroes, Batman: The Animated Series, The Incredible Hulk, Wildfire, Spider-Man, The Grim Adventures of Billy & Mandy og Delgo.

## Personal life
Vernon var far til skuespillerne Kate og Nan Vernon, og hans søn Chris Vernon.

## Død
Vernon døde af komplikationer efter en hjerteoperation d. 1. februar 2005 i Westwood, Californien. Han blev kremeret efter en privat begravelsescerimoni.

## Udvalgt filmografi
- Point Blank (1967)
- Justine (1969)
- Tell Them Willie Boy Is Here (1969)
- Topaz (1969)
- Face-Off (1971)
- Dirty Harry (1971)
- Fear Is the Key (1972)
- One More Train to Rob (1973)
- Charley Varrick (1973)
- Sweet Movie (1974)
- The Questor Tapes (1974)
- W (1974)
- The Black Windmill (1974)
- Brannigan (1975)
- Øje for øje (1975)
- A Special Day (1977)
- The Uncanny (1977)
- Golden Rendezvous (1977)
- Angela (1978)
- National Lampoon's Animal House (1978)
- It Rained All Night the Day I Left (1980)
- Herbie Goes Bananas (1980)
- Airplane II: The Sequel (1982)
- Curtains (1983)
- Chained Heat (1983)
- The Blood of Others (1984)
- Jungle Warriors (1984)
- Savage Streets (1984)
- Fraternity Vacation (1985)
- Doin' Time (1985)
- Ernest Goes to Camp (1987)
- Killer Klowns from Outer Space (1988)
- I'm Gonna Git You Sucka (1988)
- Mob Story (1990)
- The Naked Truth (1992)
- Malicious (1995)
- Sorority Boys (2002)